# Еланд (ландскап)
Еланд (швед. Landskap Öland) — історична провінція (ландскап) у південній Швеції на острові Еланд, регіон Йоталанд. Існує лише як історико-культурне визначення. Територіально входить до складу лену Кальмар.

## Адміністративний поділ
Ландскап Еланд є традиційною провінцією Швеції і не відіграє адміністративної ролі.

### Населені пункти
Найбільшими містами Еланду є:
- Борґгольм
- Фер'єстаден
- Мербілонга

### Комуни
На острові Еланд є 2 комуни:
- Комуна Борґгольм
- Комуна Мербілонга

## Символи ландскапу
- Квітка: ніжник альпійський
- Птах: соловейко
- Риба: глось
- Гриб: ліофіл травневий

## Галерея

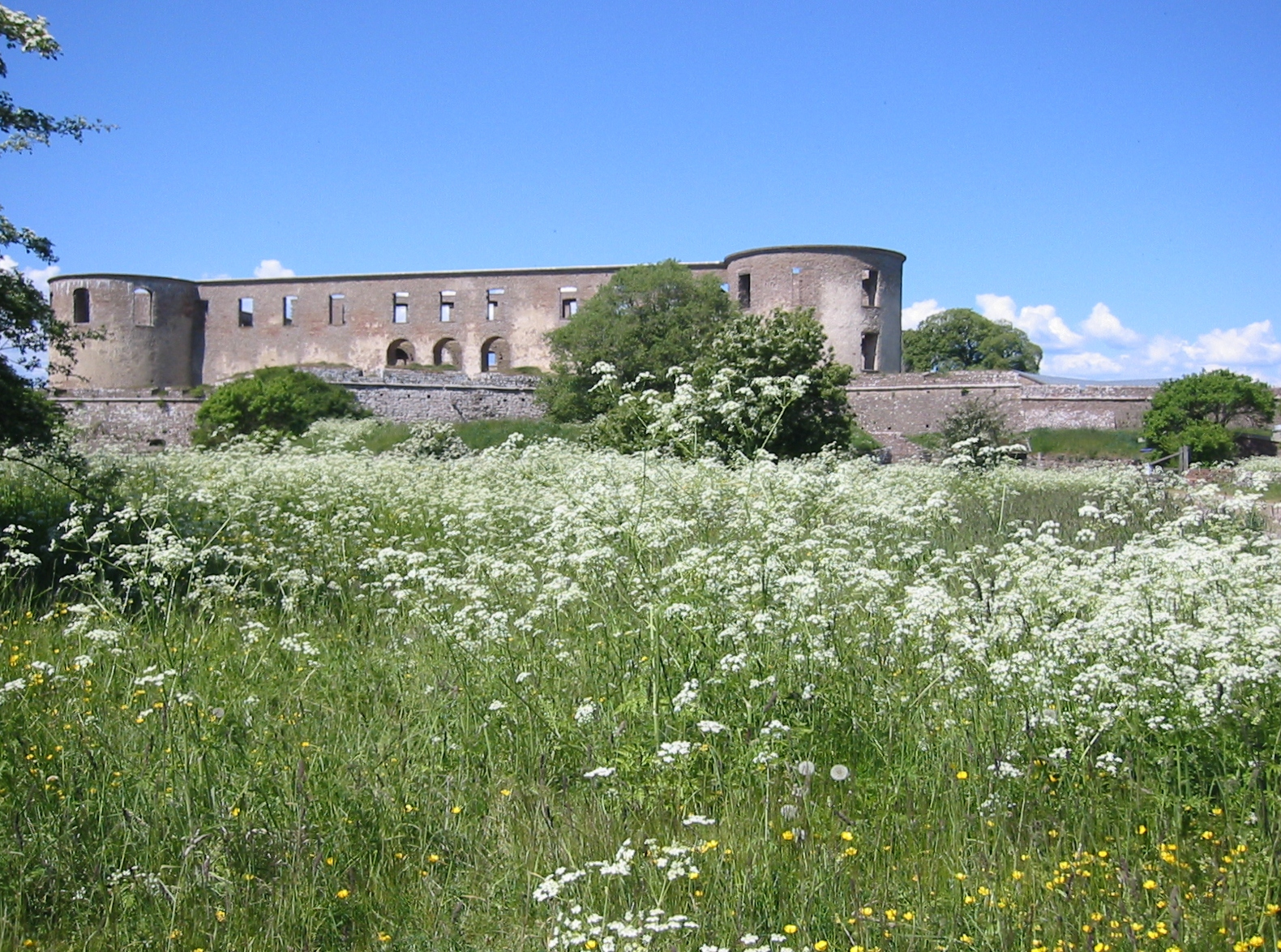
Руїни замку в Борґгольмі
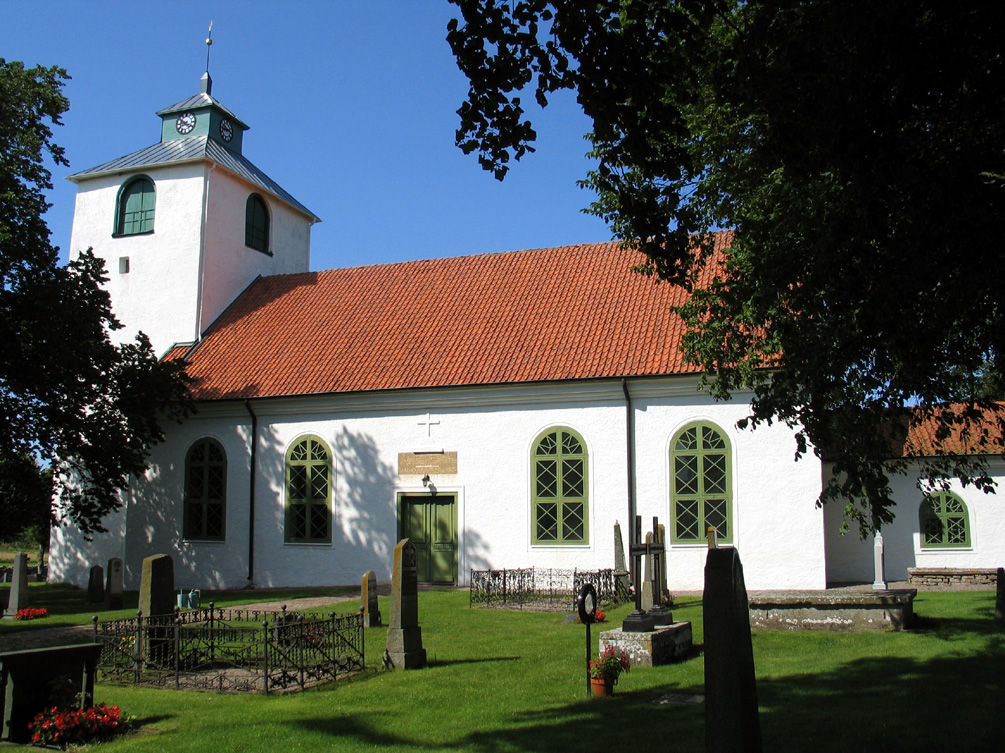
Церква в Гультерстаді
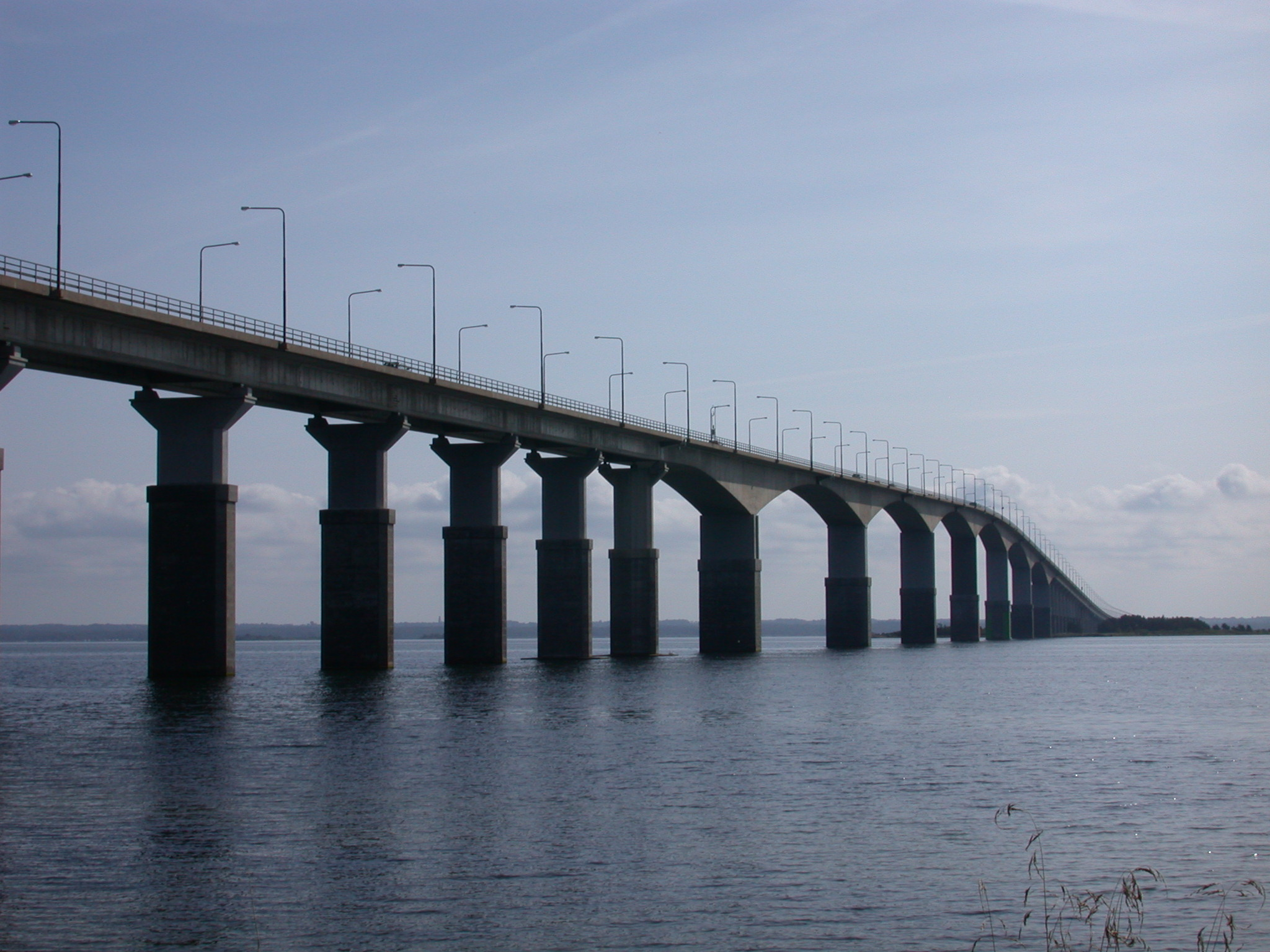
Еландський міст
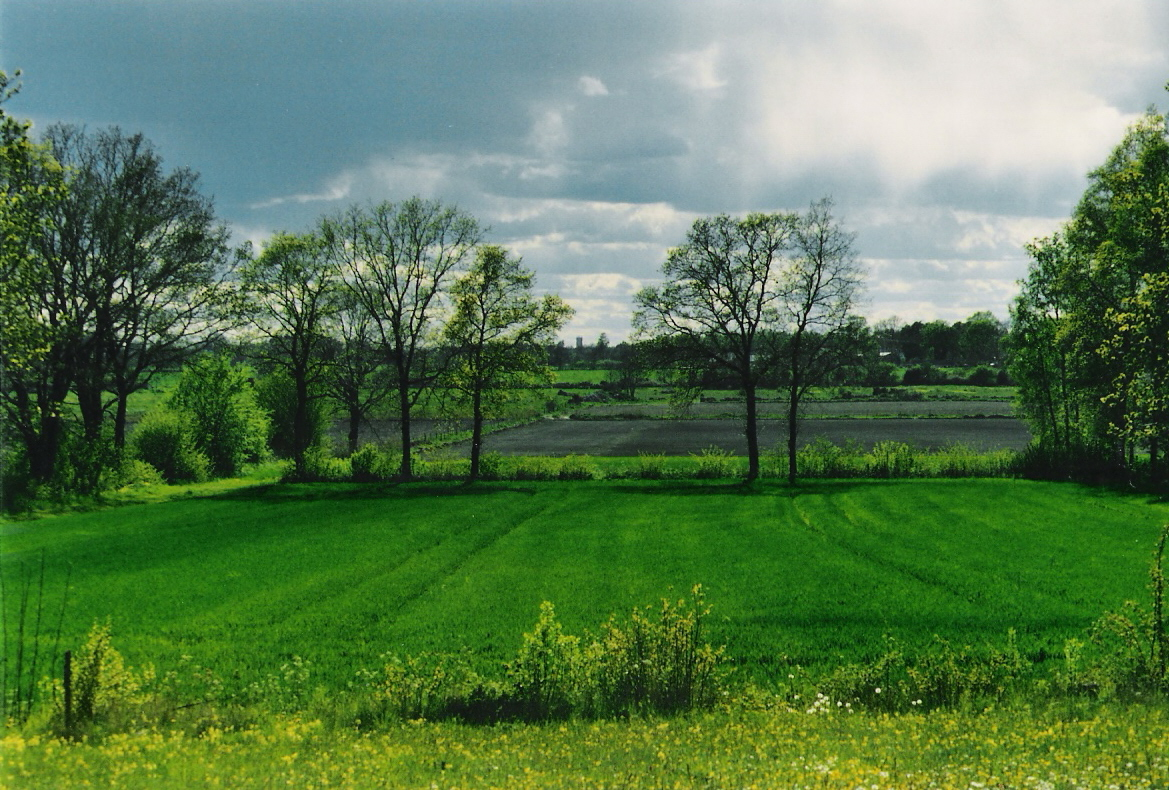
Краєвиди південного Еланду
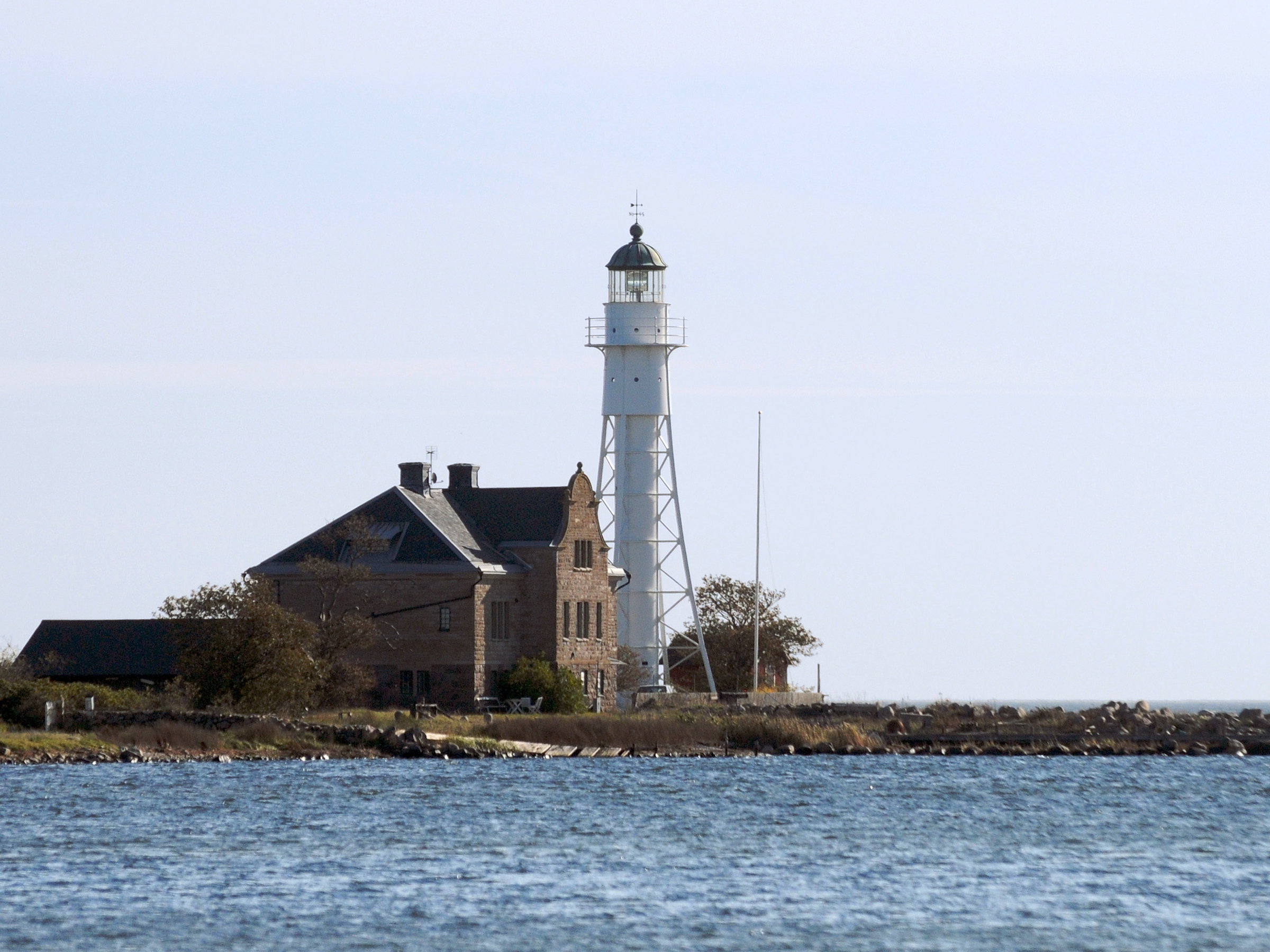
Маяк Гегбю